# Visha kanya
Viṣakanyā o visha kanya (en sánscrito, विष कन्या, "doncella venenosa") era una clase de asesinas especializadas de la antigua India. Eran expertas en el uso de venenos y toxinas, y se decía que recibían arduos tratamientos mitridáticos a través de los cuales sus propios fluidos corporales se volvían venenosos, de manera que causaban la muerte de los que mantenían contacto cercano con ellas, especialmente a través de las relaciones sexuales. Su figura se volvió un popular personaje literario en los textos hindúes, a menudo con connotaciones eróticas de seductoras o mujeres fatales.

## Historia
Las «visha kania» aparecen ya en textos religiosos como el Kalki Purana, que afirma que sus efectos venenosos eran tales que podían asesinar con la mirada. Sulóchana, la esposa de un gandharva llamado Chitragriva, era aparentemente una de ellas.
También se las menciona en compendios de fábulas como el Shuka-saptati y tratados políticos como el Arthashastra, este último incluyendo indicaciones sobre cómo utilizarlas para asesinatos políticos sin olvidar precaverse contra el uso que los propios enemigos podrían darles.
Según el folclore, las «visha kania» eran criadas desde niñas para ejercer su oficio, y se les administraban pequeñas dosis de venenos a lo largo de los años, lo cual tenía el efecto de volverlas inmunes a ellos y a la vez transmitir su letalidad a sus propios cuerpos. Muchas no sobrevivían, pero las que sí se convertían en agentes temibles, tanto que no había límites en el imaginario popular a la facilidad con la que estas mujeres podían matar a través del contacto. Se cree, eso sí, que la mayoría de estas facultades no eran más que exageraciones, y que probablemente el poder de las visha kanya era simplemente el de ser muy habilidosas a la hora de administrar pociones en la comida o la bebida de sus víctimas.
Según antiguas crónicas, el gobernante Majapadma Nanda utilizó una «visha kania» para asesinar a Kalashoka, el último de la dinastía Shishunaga, durante la era del reino de Magadha. Más tarde, su ministro Amatia Raksasa envió a otra de estas asesinas para eliminar a Chandragupta Mauria, pero este se salvó gracias a Chanakia Pandit, su propio consejero y autor del mencionado Arthashastra, que redirigió a la asesina mediante engaños hacia un aristócrata enemigo llamado Parvatak.